# Норвежское море
Норве́жское мо́ре — окраинное море Северного Ледовитого океана (в советской и российской библиографии), между Скандинавским полуостровом, Исландией и островом Ян-Майен. Площадь — 1340 тысяч км². Солёность — 35 ‰. Наибольшая глубина — 3970 м.
На дне моря лежит затонувшая в 1989 году советская атомная подводная лодка «Комсомолец».

## Атлантический или Северный Ледовитый океан

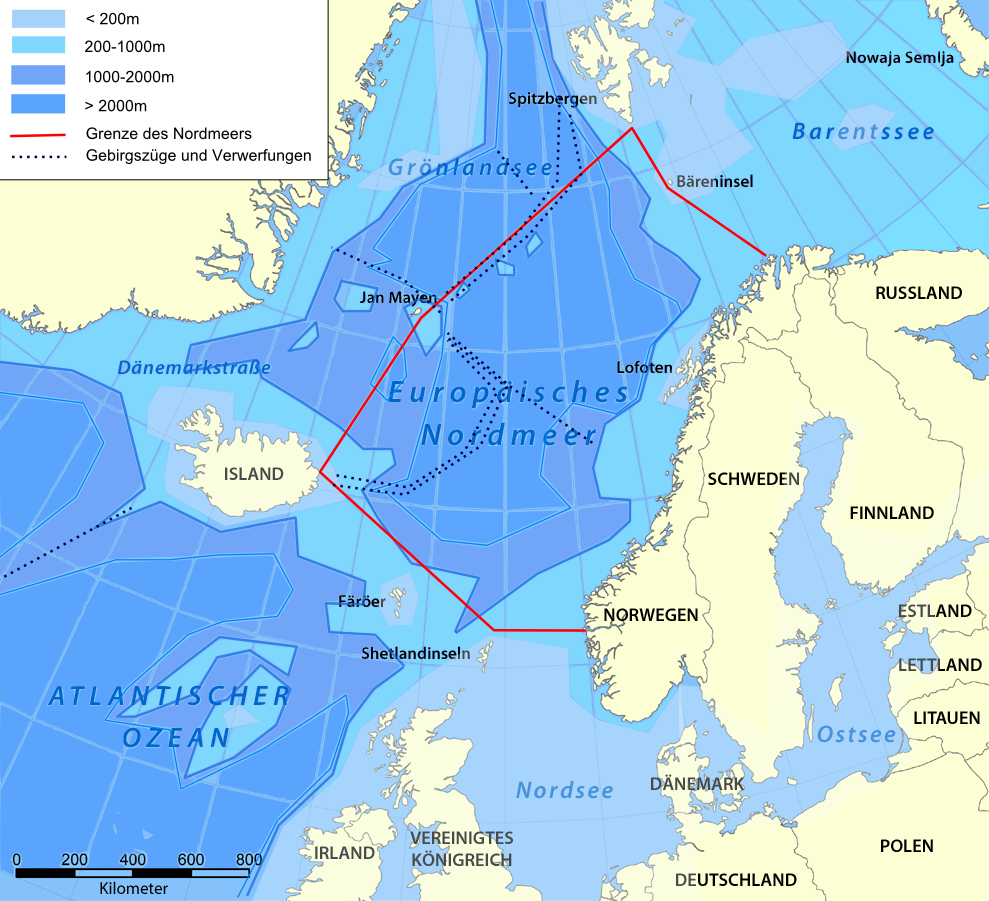
Границы Норвежского моря

В советской, а позже и российской библиографии (БСЭ и БРЭ) граница Северного Ледовитого океана проводится по линии Гренландия — Исландия — Фарерские острова — Шетландские острова — Норвегия, что включает Норвежское море в состав Северного Ледовитого океана. В западных источниках, в частности в терминологии Всемирной гидрографической организации, граница Северного Ледовитого океана проходит по линии Гренландия — Исландия — Шпицберген — Медвежий остров — Норвегия, что включает Норвежское море в состав Атлантического океана.

## Геология и география
Норвежское море сформировалось около 250 миллионов лет назад, когда Евразийская плита Норвегии и Североамериканская плита, включая Гренландию, начали разделяться. Существующее узкое шельфовое море между Норвегией и Гренландией начало расширяться и углубляться. Нынешний континентальный склон в Норвежском море отмечает границу между Норвегией и Гренландией в том виде, в каком она была приблизительно 250 миллионов лет назад. На севере она простирается на восток от Шпицбергена и на юго-западе между Британией и Фарерскими островами. Этот континентальный склон содержит богатые рыболовные угодья и многочисленные коралловые рифы. Оседание шельфа после разделения континентов привело к оползням, таким как оползень Стурегга около 8000 лет назад, который вызвал крупное цунами.
Берега Норвежского моря формировались во время последнего ледникового периода. Большие ледники высотой в несколько километров вдавливались в сушу, образуя фьорды, удаляя кору в море и тем самым расширяя континентальные склоны. Это особенно видно у норвежского побережья вдоль Хельгеланд и на север к Лофотенским островам. Норвежский континентальный шельф имеет ширину от 40 до 200 километров и отличается по форме от шельфов Северного и Баренцева морей. Он содержит многочисленные траншеи и нерегулярные пики, которые обычно имеют амплитуду менее 100 метров, но могут достигать 400 метров. Они покрыты смесью гравия, песка и грязи, а траншеи используются рыбами в качестве нерестилищ. Глубже в море есть два глубоких бассейна, разделенных низким хребтом (его самая глубокая точка — 3000 м) между плато Воринг и остров Ян-Майен. Южный бассейн больше и глубже, с большими площадями между 3500 и 4000 метров глубиной. Северный бассейн более мелководный на 3200-3300 метров, но содержит много отдельных участков, спускающихся до 3500 метров. Подводные пороги и континентальные склоны отмечают границы этих бассейнов с прилегающими морями. На юге лежит европейский континентальный шельф и Северное море, на востоке — Евразийский континентальный шельф с Баренцевым морем. На западе Шотландско-Гренландский хребет отделяет Норвежское море от Северной Атлантики. Этот хребет в среднем имеет глубину всего 500 метров, и лишь в нескольких местах достигает глубины 850 метров. К северу лежат хребты Ян-Майен и Мохнс, которые залегают на глубине 2000 метров, а некоторые траншеи достигают глубин около 2600 метров.

## Гидрология
В Норвежском море встречаются четыре основные водные массы, берущие начало в Атлантическом и Северном океанах, и связанные с ними течения имеют фундаментальное значение для глобального климата. Теплое, соленое Североатлантическое течение течет из Атлантического океана, а более холодное и менее соленое Норвежское течение берет свое начало в Северном море. Так называемое Восточно-Исландское течение переносит холодную воду на юг, из Норвежского моря в Исландию, а затем на восток, вдоль Полярного круга, это течение течет в среднем слое воды. Нижние слои воды текут в Норвежское море из Гренландского моря. Приливы и отливы в море полудневные, то есть поднимаются два раза в день на высоту около 3,3 метра.

### Поверхностные течения
Гидрология верхних слоев воды во многом определяется стоком из Северной Атлантики. Она достигает скорости 10 млн м³/с и её максимальная глубина составляет 700 метров на Лофотенских островах, но обычно она находится в пределах 500 метров. Часть его поступает через Фаро-Шетландский канал и имеет сравнительно высокую соленость 35,3 ‰. Это течение берет свое начало в Североатлантическом течении и проходит по европейскому континентальному склону, повышенное испарение из-за теплого европейского климата приводит к повышенной солености. Другая часть проходит через гренландско-шотландскую впадину между Фарерскими островами и Исландией. Течение показывает сильные сезонные колебания и может быть в два раза выше зимой, чем летом. В то время как на Фарерско-Шетландском канале температура течения около 9,5 °C, на Шпицбергене оно охлаждается до 5 °C и высвобождает эту энергию (около 250 тераватт) в окружающую среду.
Течение, вытекающее из Северного моря, берет свое начало в Балтийском море и, таким образом, собирает большую часть дренажа из Северной Европы, однако это влияние относительно невелико. Температура и соленость этого течения показывают сильные сезонные и годовые колебания. Долгосрочные измерения в пределах верхних 50 метров вблизи побережья показывают максимальную температуру 11,2 °C на 63° параллели в сентябре и минимум 3,9 °C на Северном мысе в марте. Соленость колеблется от 34,3 до 34,6 ‰ и является самой низкой весной из-за притока талого снега из рек. Крупнейшими реками, впадающими в море, являются Намсен, Ранелва и Вефсна. Они все относительно короткие, но имеют высокую скорость сброса из-за их крутой горной природы.
Часть теплых поверхностных вод течет непосредственно, в пределах течения Западного Шпицбергена, от Атлантического океана, от Гренландского моря, до Северного Ледовитого океана. Это течение имеет скорость 3-5 км³/с и имеет большое влияние на климат. Другие поверхностные воды (~1 км³/с) текут вдоль норвежского побережья в направлении Баренцева моря. Эта вода остывает в Норвежском море, погружаясь в более глубокие слои, там она вытесняет воду, которая течет обратно в Северную Атлантику.
Арктические воды Восточно-Исландского течения в основном встречаются в юго-западной части моря, вблизи Гренландии. Его свойства также показывают значительные годовые колебания, при долгосрочной средней температуре ниже 3 °C и солености между 34,7 и 34,9 ‰. Доля этой воды на поверхности моря зависит от силы течения, которая в свою очередь зависит от разности давлений между низким исландским и высоким Азорским: чем больше разность, тем сильнее течение.

## Климат
Термохалинная циркуляция влияет на климат в Норвежском море, и региональный климат может значительно отклоняться от среднего. Существует также разница температуры около 10 °C между морем и береговой линией. Между 1920 и 1960 годами температура поднялась, и частота штормов в этот период уменьшилась. В период между 1880 и 1910 годами шторма был относительно сильными, однако их сила значительно снизилась в 1910—1960 годах, а затем восстановилась до первоначального уровня.
В отличие от Гренландского и Арктического морей, Норвежское море является свободным от льда круглый год, благодаря своим теплым течениям. Конвекция между относительно теплой водой и холодным воздухом зимой играет важную роль в арктическом климате 10-градусная июльская изотерма проходит через северную границу Норвежского моря. Зимой в Норвежском море, как правило, самое низкое давление воздуха во всей Арктике. Температура воды в большей части моря 2-7 °C в феврале и 8-12 °C в августе.

## Флора и фауна
Норвежское море является переходной зоной между бореальными и арктическими условиями и таким образом, содержит флору и фауну, характерные для обоих климатических регионов. Южная граница многих арктических видов проходит через Северный мыс, Исландию и центр Норвежского моря, в то время как северная граница бореальных видов лежит вблизи границ Гренландского моря с Норвежским и Баренцевым морями; то есть эти области пересекаются. Некоторые виды, такие как гребешок Chlamys islandica и мойва, как правило, занимают эту область между Атлантическим и Северным океанами.

### Планктон и морские донные организмы
Большая часть водных организмов Норвежского моря сосредоточена в верхних слоях. По оценкам для всей Северной Атлантики, только 2 % биомассы добывается на глубинах ниже 1000 метров и только 1,2 % приходится на морское дно.
Цветение фитопланктона, характеризующееся максимальной концентрацией хлорофилла, происходит в среднем 20 мая, при этом смещение с юга на север происходит с середины апреля до середины июня.. Основными формами фитопланктона являются диатомовые водоросли, в частности род Thalassiosira и Chaetoceros. После весеннего цветения гаптофиты рода Phaecocystis pouchetti становятся доминирующими.
Зоопланктон в основном представлен копеподами Calanus finmarchicus и Calanus hyperboreus, где первые встречаются примерно в четыре раза чаще вторых и в основном встречаются в атлантических водах, тогда как C. hyperboreus доминирует в арктических водах, они являются основным рационом большинства морских хищников. Наиболее важными видами криля являются Meganyctiphanes norvegica, Thyssanoessa inermis и Thyssanoessa longicaudata. В отличие от Гренландского моря, в Норвежском море наблюдается значительное присутствие известнякового планктона (Кокколитофора и Глобигериниды). Производство планктона сильно колеблется между годами. Например, урожайность C. finmarchicus в 1995 году составила 28 г/м², а в 1997 г. — только 8 г/м², что соответственно отразилось на популяции всех его хищников.
Креветки вида Pandalus borealis играют важную роль в питании рыб, особенно трески и голубого беляка, и в основном встречаются на глубинах от 200 до 300 метров. Особенностью Норвежского моря являются обширные коралловые рифы Lophelia pertusa, в которых живут различные виды рыб. Хотя эти кораллы широко распространены во многих периферийных районах Северной Атлантики, они никогда не достигают таких количеств и концентраций, как на норвежских континентальных склонах. Однако они находятся под угрозой из-за увеличения траления, которое механически разрушает коралловые рифы.

### Рыба
Норвежские прибрежные воды являются важнейшим нерестилищем популяций сельди Северной Атлантики. Вылупление происходит в марте. Личинки поднимаются на поверхность и уносятся на север прибрежным течением. В то время как небольшая популяция сельди остается во фьордах и возле северного норвежского побережья, большинство рыб проводит лето в Баренцевом море, где питается богатыми запасами планктона. По достижении половой зрелости сельдь возвращается в Норвежское море. В разные годы популяция сельди сильно варьируется. В 1920-е годы она увеличилась из-за более мягкого климата, но постепенно снижалась вплоть до 1970 года, однако это снижение было (по крайней мере, частично) вызвано переловом. Биомасса молоди вылупившейся сельди снизилась с 11 миллионов тонн в 1956 году до почти нуля в 1970 году, что повлияло на экосистему не только Норвежского, но и Баренцева моря.
Применение экологических и рыбопромысловых норм привело к частичному восстановлению популяции сельди с 1987 года. Это восстановление сопровождалось снижением запасов мойвы и трески. Мойва выиграла от сокращения промысла, но повышение температуры в 1980-х годах и конкуренция за пищу с сельдью привели к почти полному исчезновению молодой мойвы из Норвежского моря. При этом взрослая популяция мойвы была быстро выловлена. Это также уменьшило популяцию трески — главного охотника на мойву — так как сельди было ещё слишком мало, чтобы заменить мойву в рационе трески.
Северная путассу (Micromesistius poutassou) выиграла от снижения запасов сельди и мойвы, поскольку она стала главным потребителем планктона. Северная путассу нерестится вблизи британских островов. Морские течения несут её яйца в Норвежское море, и взрослые особи плавают там, чтобы питаться. Молодые же особи проводят лето и зиму (до февраля) в норвежских прибрежных водах, а затем возвращаются в теплые воды к западу от Шотландии. Норвежская арктическая треска в основном встречается в Баренцевом море и на Шпицбергене. В остальной части Норвежского моря она встречается только во время сезона размножения на Лофотенских островах, тогда как Pollachius virens и пикша нерестятся в прибрежных водах. Скумбрия также является важной промысловой рыбой. Коралловые рифы населены различными видами рода Sebastes.

### Млекопитающие и птицы
В Норвежском море высокой численности достигают северный малый полосатик, горбатый кит, сейвал и косатки, а в прибрежных водах встречаются беломордые дельфины. Косатки и некоторые другие киты посещают море в летние месяцы для кормления, их популяция тесно связана с запасами сельди, и они следуют за стаями сельди в море. С общей численностью около 110 000, полосатики являются наиболее распространенными китами в море. Их добывали в Норвегии и Исландии, с квотой около 1000 особей в год в Норвегии в 2004 году. В 2016 году из Норвегии в Японию было экспортировано 199 тонн малого полосатика. В отличие от прошлого, сегодня в основном потребляется их мясо, а не жир и масло.
Гренландский кит был основным потребителем планктона, но он почти исчез из Норвежского моря после интенсивного китобойного промысла в XIX веке, и был временно вымершим во всей Северной Атлантике. Точно так же синий кит формировал большие группы между Ян-Майеном и Шпицбергеном, но в настоящее время его почти нет. Довольно редко в Норвежском море встречаются высоколобые бутылконосы.
Важными видами водоплавающих птиц Норвежского моря являются тупики, моевки и кайры. Тупики и моевки также пострадали от уменьшения популяции сельди; особенно это коснулось тупиков на Лофотенских островах. Последние едва ли имели альтернативу сельди, и их популяция сократилась примерно вдвое между 1969 и 1987 годами.